# Голод (фильм, 1983)
«Голод» (англ. The Hunger) — фильм Тони Скотта по одноимённому роману Уитли Стрибера. Главные роли исполнили Катрин Денёв, Дэвид Боуи и Сьюзан Сарандон.

## Сюжет
Мириам Блейлок — прекрасная бессмертная женщина-вампир. Её возлюбленный — талантливый виолончелист Джон, за которого Мириам вышла замуж в XVIII веке во Франции и которого она обратила в вампира, пообещав вечную жизнь и любовь. Мириам и Джон питаются кровью людей, которых убивают специальными лезвиями. Таким образом вампиры поддерживают свою жизнь и молодость. Тела убитых супруги утилизируют в печи подвала своего таунхауса в Нью-Йорке, где они живут, а также преподают классическую музыку своей единственной ученице, скрипачке по имени Элис Кавендер.
Джон начинает страдать от бессонницы и быстро стареть. Всего за несколько дней молодой вампир превращается в дряхлого старика. Теперь он понимает: Мириам знала, что это случится, и её обещание вечной любви было обманом. Вечна его жизнь, но не молодость. Джон ищет помощи у геронтолога Сары Робертс. Её бойфренд Том специализируется на изучении эффектов быстрого старения у приматов, надеясь, что Сара откроет способ остановить старение у людей. Сара не верит Джону и игнорирует его просьбы о помощи. Когда она понимает, что он действительно стареет на глазах, обиженный Джон уже не хочет принимать помощь.
Вернувшись домой, Джон убивает и выпивает кровь Элис, которую Мириам, возможно, собиралась сделать своей следующей возлюбленной. Сильно постаревший Джон просит Мириам убить его и освободить от мук, но был дан лишь отказ на эту просьбу. После того как Джон падает в подвале, Мириам относит его на чердак, полный гробов, и помещает его в один из них. Она обращается к обитателям других гробов с просьбой быть добрыми к Джону сегодня. Все бывшие любовники Мириам обречены на вечное существование в качестве беспомощных «живых мертвецов».
Мириам необходимо найти нового партнёра. Им становится Сара, пришедшая к ней в дом в поисках Джона. Женщины вступают в половой контакт, во время которого Мириам обращает Сару в вампира без её ведома. Она обещает Саре вечную молодость и любовь.
Том приезжает к Мириам, пытаясь найти Сару. Сара в состоянии голода убивает Тома и выпивает его кровь. Мириам уверяет её, что та скоро забудет, кем она была, и будет вечно принадлежать Мириам. Во время поцелуя Сара режет себе ножом горло, заставляя Мириам выпить её кровь. Мириам просит Сару остаться с ней, но Сара отказывается. Мириам относит Сару к гробам, но там её ждут выбравшиеся из гробов любовники. В момент побега, Мириам падает с лестницы и начинает резко стареть. Примерно в это время ее любовники рассыпаются в прах.
Сара стоит на балконе высотки в Лондоне и любуется видом. В её комнате двое молодых людей. Слышен голос запертой в гробу Мириам: «Сара! Сара!..»

## В ролях
- Катрин Денёв — Мириам Блэйлок
- Дэвид Боуи — Джон
- Сьюзан Сарандон — доктор Сара Робертс
- Клифф Де Янг — Том Хавр
- Бет Элерс — Элис Кавендер
- Дэн Хедайя — лейтенант Аллегрецца

## Создатели фильма
- Режиссёр: Тони Скотт
- Сценаристы: Джеймс Костиган, Айвен Дэвис, Уитли Стрибер (роман), Майкл Томас
- Операторы: Стивен Голдблатт, Том Мэнгрэвит
- Продюсеры: Ричард Шеперд